# Georges Renaud
Georges Renaud (ur. 8 stycznia 1893 w Nancy, zm. 28 lipca 1975 w Peille) – francuski szachista.

## Kariera szachowa
W roku 1923 zwyciężył w pierwszych indywidualnych mistrzostwach Francji, rozegranych w Paryżu. W następnym roku wystąpił w zespole francuskim w drużynowym turnieju zorganizowanym przy okazji Letnich Igrzysk Olimpijskich w Paryżu, natomiast w 1927 reprezentował w Londynie swój kraj na pierwszej szachowej olimpiadzie, zdobywając 6 pkt w 15 partiach.
Razem z Victorem Kahnem (mistrzem Francji z roku 1934) wydał w roku 1947 książkę L'art de faire mat, poświęconej szachowej taktyce.